# Michail Korschuk
Michail Michailowitsch Korschuk (russisch Михаил Михайлович Коршук, englische Transkription Mikhail Korshuk resp. Michail Korshuk; * 22. September 1969 in Hrodna) ist ein ehemaliger belarussischer Badmintonspieler.

## Sportliche Karriere
Korschuk gewann 1994 und 1996 drei nationale Herreneinzeltitel in Belarus. Von 1992 bis 1996 gewann er ebenfalls alle Herrendoppeltitel. Im Mixed war er von 1997 bis 1999 erfolgreich. Insgesamt erkämpfte er somit elf belorussische Titel.
Beim Badmintonturnier bei den Olympischen Spielen 1996 startete er sowohl im Einzel als auch im Mixed. In beiden Disziplinen scheiterte er in der ersten Runde und wurde so 17. im Mixed und 33. im Einzel.

## Sportliche Erfolge
| Saison | Veranstaltung                            | Disziplin    | Sieger                                   |
| ------ | ---------------------------------------- | ------------ | ---------------------------------------- |
| 1992   | Belarus: Einzelmeisterschaften           | Herrendoppel | Michail Korschuk / Oleg Morozevitch      |
| 1993   | Belarus: Einzelmeisterschaften           | Herrendoppel | Michail Korschuk / Oleg Morozevitch      |
| 1993   | Russland: Internationale Meisterschaften | Herrendoppel | Vitalii Shmakov / Michail Korschuk       |
| 1993   | Bulgarian International                  | Herrendoppel | Vitalii Shmakov / Michail Korschuk       |
| 1994   | Belarus: Einzelmeisterschaften           | Herrendoppel | Michail Korschuk / Vitalii Shmakov       |
| 1994   | Belarus: Einzelmeisterschaften           | Herreneinzel | Michail Korschuk                         |
| 1995   | Belarus: Einzelmeisterschaften           | Herrendoppel | Michail Korschuk / Vitalii Shmakov       |
| 1995   | Belarus: Einzelmeisterschaften           | Herreneinzel | Michail Korschuk                         |
| 1996   | Belarus: Einzelmeisterschaften           | Herrendoppel | Michail Korschuk / Vitalii Shmakov       |
| 1996   | Belarus: Einzelmeisterschaften           | Herreneinzel | Michail Korschuk                         |
| 1997   | Belarus: Einzelmeisterschaften           | Mixed        | Michail Korschuk / Tatiana Gerasimovitch |
| 1998   | Belarus: Einzelmeisterschaften           | Mixed        | Michail Korschuk / Tatiana Gerasimovitch |
| 1999   | Belarus: Einzelmeisterschaften           | Mixed        | Michail Korschuk / Tatiana Gerasimovitch |